# Gymnostachys anceps
Gymnostachys es un género monotípico de plantas con flores de la familia Araceae y el único miembro de la subfamilia Gymnostachydoideae. Su única especie, Gymnostachys anceps R.Br., es originaria de Australia donde se encuentra en  la selva húmeda y bosque esclerófilo del norte y este de Queensland y nordeste de Nueva Gales del Sur.

## Taxonomía
Gymnostachys anceps fue descrito por Robert Brown y publicado en Prodromus Florae Novae Hollandiae 337. 1810.
Sinonimia
- Pothos anceps (R.Br.) Spreng. ex Schult. en J.J.Roemer y J.A.Schultes, Mant. 3: 301 (1827).
- Gymnostachys gigantea Domin, Biblioth. Bot. 85: 502 (1915).[2]